# Sebastiaan Chabot
Sebastiaan Chabot (1989) is een Nederlandse schrijver.

## Biografie
Chabot is de oudste zoon van Bart Chabot en een broer van Splinter Chabot. Hij studeerde geschiedenis aan de Universiteit van Amsterdam en vertrok hierna naar New York waar hij de tweejarige opleiding Creative Writing aan de NYU volgde. In 2017 studeerde Chabot af bij de schrijver Jonathan Safran Foer. Ook kreeg hij colleges van de schrijvers Zadie Smith, Martin Amis en Joyce Carol Oates. Om te worden toegelaten tot deze prestigieuze masteropleiding stuurde Chabot de eerste twintig, Engelstalige, bladzijden van zijn latere roman in. Van de circa 2.500 aanmeldingen werden twaalf studenten toegelaten. Van de meest beloftevolle student van zijn lichting zouden achteraf alle kosten worden vergoed, en die student bleek Chabot.
Het hoofddoel van de opleiding was het schrijven van een boek. Dit boek zou uiteindelijk de masterscriptie vormen. Zijn belangrijkste docenten waren Foer en Oates, die hem het meest hebben begeleid en beoordeeld. Chabot schreef zijn debuutroman dus aanvankelijk in het Engels en moest het later hertalen naar het Nederlands, wat hij vrij lastig vond. Wel ervoer Chabot het als "bevrijdend" om in het Engels te schrijven. Hij zag "alleen maar vondsten", wat hij "een prettig zelfbedrog" noemde. Naar eigen zeggen had hij woorden als 'wandelstokgelukkig' in het Nederlands nooit durven te bedenken, "maar cane-happy vond ik heel normaal in het Engels".
In maart 2020 verscheen De slaap die geen uren kent bij uitgeverij Atlas Contact. Het verhaal gaat over vier generaties binnen één Duitse familie, van overgrootvader Karl Kuschfeld in het Duitse Reichsburg tot het verhaal van zijn achterkleinkinderen Victor en Benjamin Kuschfeld in Den Haag. Allen verlangen op hun eigen manier iets gedenkwaardigs te doen, uit angst niet te worden herinnerd. Chabot zocht voor zijn roman een titel die zou slaan op het idee dat de mens bepaalde dingen besluit te doen of juist niet, "waardoor je impliciet ook levens laat liggen en de slaap die geen uren kent zijn eigenlijk al die levens die je niet leidt, maar die wel sluimeren".
Chabot werkt momenteel aan twee boeken tegelijkertijd.
Samen met zijn ouders en broers schreef Chabot het boekenweekgeschenk 2024, Gezinsverpakking, onder de gezamenlijke auteursnaam De Chabotten.

## Persoonlijk leven
Chabot heeft sinds 2012 een relatie met scenarioschrijver en regisseur Joosje Duk, die eveneens aan de NYU studeerde en voor wie Chabot naar New York verhuisde.